# Jefroim Goldenstein
Jefroim Sołomonowicz Goldenstein, ros. Ефроим Соломонович Гольденштейн (ur. w 1882 r. w Kiszyniowie, zm. 20 stycznia 1938 r.) – rosyjski rewolucjonista, radziecki dyplomata i funkcjonariusz służb specjalnych.
Ukończył gimnazjum w Kiszyniowie. Pracował jako korepetytor. W 1900 r. wstąpił do Socjaldemokratycznej Partii Robotniczej Rosji. Należał do frakcji mienszewickiej. Kilkakrotnie był aresztowany. W 1906 r. w obawie przed kolejnym aresztowaniem wyjechał za granicę. W 1911 r. ukończył studia medyczne na uniwersytecie w Wiedniu, po czym pracował jako lekarz w strukturach Czerwonego Krzyża. Po powrocie do Rosji w 1915 r., został zmobilizowany do armii rosyjskiej. Służył w charakterze felczera. Po rewolucji lutowej 1917 r. stanął na czele Rady Delegatów Robotniczych i Żołnierskich w Równem. Jednocześnie został burmistrzem miasta. Następnie wybrano go jako deputowanego ziemskiego ujezdu równieńskiego. Po zajęciu Równego przez Wojsko Polskie w 1919 r., podjął działalność konspiracyjną. Wstąpił do Rosyjskiej Partii Komunistycznej (bolszewików). Dwukrotnie był aresztowany. Wiosną 1920 r. osadzono go w obozie koło Krakowa. Na pocz. 1921 r. udało mu się zbiec do Rosji Sowieckiej. W kwietniu tego roku przybył do Polski w składzie delegacji sowieckiej ds. repatriacji. Następnie pracował jako lekarz poselstwa politycznego Rosji Sowieckiej w II RP. W sierpniu 1923 r. objął funkcję urzędnika poselstwa. Po powrocie do Moskwy został w grudniu 1924 r. 2. sekretarzem poselstwa politycznego ZSRR w Austrii. Rok później zajął to samo stanowisko w poselstwie w Turcji. Od stycznia 1927 r. do marca 1930 r. był 2. sekretarzem ambasady ZSRR w Niemczech. Faktycznie pełnił funkcję rezydenta INO OGPU pod pseudonimem operacyjnym „Doktor”. Miał szerokie kontakty wśród bułgarskich i macedońskich komunistów. Po powrocie do Moskwy od 1930 r. pracował w Kominternie. W czerwcu 1932 r. pod zarzutem defraudacji dużej sumy pieniężnej został wykluczony z WKP(b). W poł. lipca tego roku aresztowało go OGPU. 20  stycznia 1938 r. po procesie został skazany na karę śmierci wykonaną przez rozstrzelanie tego samego dnia.